# A Árvore dos Desejos
A Árvore dos Desejos é um reality show português apresentado por João Manzarra, produzido pela Endemol Shine Iberia e exibido pela SIC que estreou a 26 de outubro de 2019. As gravações da segunda temporada foram suspensas por causa da pandemia de COVID-19.

## Formato
Criado pela Endemol, o programa baseia-se numa árvore, a qual é transportada para diversos pátios de escolas por todo o país, onde os desejos de crianças, com idades compreendidas entre os 6 e os 12 anos, são cumpridos de forma especial com a única condição de que o pedido seja para uma outra pessoa.

## Emissão
| Temporadas                | Dia de Emissão | Apresentação  |
| ------------------------- | -------------- | ------------- |
| 1.ª temporada             | Sábados        | João Manzarra |
| 2.ª temporada             | Sábados        | João Manzarra |
| 2.ª temporada - especiais | Domingos       | João Manzarra |

## Resumo
| Resumo | Resumo         | Episódios      | Episódios      | Originalmente exibido  | Originalmente exibido  |
| Resumo | Resumo         | Episódios      | Episódios      | Estreia da temporada   | Final da temporada     |
| ------ | -------------- | -------------- | -------------- | ---------------------- | ---------------------- |
|        | 1              | 6              | 6              | 26 de outubro de 2019  | 30 de novembro de 2019 |
|        | Especiais - T1 | Especiais - T1 | Especiais - T1 | 26 de dezembro de 2019 | 27 de dezembro de 2019 |
|        | 2              | 4              | 4              | 7 de março de 2020     | 4 de abril de 2020     |
|        | Especiais - T2 | Especiais - T2 | Especiais - T2 | 16 de agosto de 2020   | 23 de agosto de 2020   |